# الإسلام في أندورا
وفقًا لتقرير الحريات الدينية الأمريكي 2006 فإنه يوجد حوالي 2000 شمال أفريقي يتواجدون في أندورا (من 72000) و يعتبرون الجالية الأكبر بين المسلمين في البلاد.

## السكان
- عرب مغاربة (456)
- هنود-باكستانيون (79)

## التاريخ
حوالي عام 700، قام المسلمون بدخول أندورا بدلا من القوط الغربيين. المسلمون لم يمكثوا في أندورا ولكن اتخذوها ممرًا للوصول إلى تولوز، ناربون، كاركاسون ونيم. معركة بلاط الشهداء مثلت نهاية عهد محاولة اختراق الجانب الآخر لجبال البرانس.